# Julie Myerson

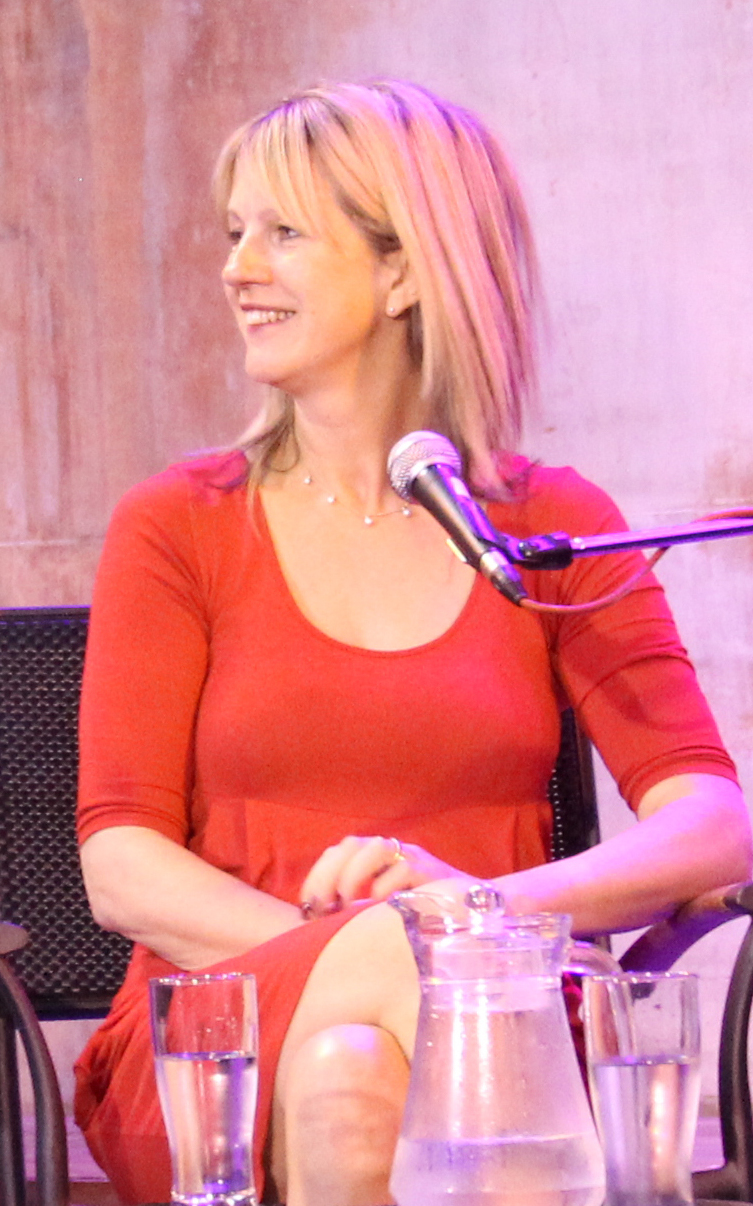
Julie Myerson, 2010

Julie Susan Myerson geb. Pike (* 2. Juni 1960 in Nottingham) ist eine britische Schriftstellerin und regelmäßige Kolumnistin für The Guardian, The Independent sowie Mitarbeiterin der BBC Two Newsnight Review.

## Leben und Schaffen
Nach dem Studium an der University of Bristol arbeitete Julie Myerson am Londoner Royal National Theatre, wo sie ihren Mann Jonathan kennenlernte, mit dem sie drei Kinder bekam. Parallel zu ihrer Arbeit im Theater und ihrer Karriere als Journalistin schrieb Julie Myerson in The Independent als Mitglied einer Kolumnistengruppe über ihre junge Familie. Ab 2007 veröffentlichte sie in The Guardian in der neuen Familienrubrik die anonyme Kolumne Living with teenagers, deren Beiträge unter dem gleichen Titel im Jahr 2008 als Buch publiziert wurden. Dass die Identitäten der wahren Personen durchsickerten und ihr Sohn wegen der Kolumne gehänselt wurde, löste zahlreiche Diskussionen in den Medien aus, ob Myerson eine ethische Grenze überschritten habe. Darüber hinaus konstatierte die Rezeption im deutschsprachigen Raum anlässlich dieses Buches eine gewisse Selbstgefälligkeit der Autorin. Dennoch veröffentlichte Myerson im Jahr 2009 das später „sogar im House of Commons debattierte“ Buch The lost child, „worin sie detailliert den Drogenkonsum ihres Sohnes beschrieb und schilderte, wie sie ihn aus dem Haus der Familie geworfen und sich von ihm entfremdet hätte. Ihr Sohn reagierte verärgert auf die Publicity und gab eine Reihe von Interviews“, kehrte nach Hause zurück, nahm Heroin, was Myerson, die ihrer Meinung nach wegen der Aufregung um The lost child an CFS erkrankte, zu ihrem Roman Nonfiction (2022) inspirierte: „Ob mutig oder rücksichtslos, sie sagt, ihr neuer Roman sei ihre ’Erwiderung‘ an alle, die sie 2009 verunglimpft haben.“

## Stil
„Seit den frühen 1990er Jahren haben nur wenige Romanautoren mit der gleichen Intensität und psychologischen Einsicht über beschädigte Leben und destruktive, oft obsessive Beziehungen geschrieben wie Julie Myerson.“  Myersons Prosa wird dabei oft als düster und pessimistisch beschrieben: Ihr Romantitel Etwas könnte geschehen „könnte als Beschreibung all ihrer fiktiven Werke dienen. In der Welt, die sie erschafft, könnte tatsächlich etwas passieren, und dieses Etwas wird wahrscheinlich unangenehm sein. Myerson zeichnet sich durch die Darstellung der Anfälligkeit und Zerbrechlichkeit des Alltags aus.“ Zu dieser Zerbrechlichkeit trägt auch bei, dass hinter den Fassaden des gewöhnlichen Lebens das Übernatürliche lauert: In Myersons Romanen „tauchen Erscheinungen und Geister auf, Gespenster, die real sein können oder nur Projektionen der Emotionen und Geisteszustände der Charaktere sind.“

## Nominierungen (Auswahl)
- 1994 John Llewellyn Rhys Prize[15]
- 2003 Man Booker Prize, longlist[3]
- 2005 International IMPAC Dublin Literary Award[15]
- 2005 WH Smith Literary Award[15]

## Publikationen (Auswahl)
- Sleepwalking. Picador, London 1994. ISBN 0-330-33611-8.
  - deutsche Ausgabe: Mondflimmern. Roman. (Übersetzung: Irene Aeberli.) Goldmann, München 1995. ISBN 3-442-42813-0.
- The Touch. Doubleday, New York NY 1996. ISBN 0-385-47507-1.
  - deutsche Ausgabe: Die Berührung. Roman. (Übersetzung: Sabine Schwalbe und Lilian Greeven.) Goldmann, München 1999, ISBN 3-442-43734-2.
- Me and the Fat Man. Fourth Estate, London 1998. ISBN 1-85702-822-8.
  - deutsche Ausgabe: Ich und der Dicke. Roman. (Übersetzung: Sabine Schwabe.) Goldmann, München 1999. ISBN 3-442-44285-0.
- Laura Blundy. Fourth Estate, London 2000. ISBN 1-84115-320-6.
  - deutsche Ausgabe: Die Frau mit den Lilienknochen. Roman. (Übersetzung: Sabine Maier-Längsfeld.) Piper, München 2001. ISBN 3-492-03854-9.
- Something Might Happen. Jonathan Cape, London 2003. ISBN 0-224-06392-8.
  - deutsche Ausgabe: Etwas könnte geschehen. Roman. (Übersetzung: Gaby Wuster.) Berliner Taschenbuch Verlag, Berlin 2004. ISBN 3-8333-0104-X.
- The story of you. Jonathan Cape, London 2006. ISBN 0-224-07801-1.
  - deutsche Ausgabe: Deine Geschichte. Roman. (Übersetzung: Gaby Wuster.) Bloomsbury, Berlin 2006. ISBN 3-8270-0667-8.
- Über Kritiker und Autoren. In: Gerhild Tieger u. a. (Hrsg.): Deutsches Jahrbuch für Autoren, Autorinnen 2007/2008. Autorenhaus-Verlag, Berlin 2007. ISBN 978-3-86671-025-2. S. 489–490.
- Out of Breath. Jonathan Cape, London 2008. ISBN 978-0-224-08176-4.
  - deutsche Ausgabe: Wie außer Atem. Roman. (Übersetzung: Gaby Wuster.) Bloomsbury, Berlin 2008. ISBN 978-3-8270-0791-9.